# General Dynamics
A General Dynamics é um conglomerado americano de defesa. No ano de 2008 tornou-se a quinta maior empresa do setor de defesa no mundo. A empresa é baseada em Falls Church, no estado da Virgínia.
A companhia passou por transformações drásticas durante o pós-Guerra fria, quando adquiriu diversas outras empresas e focou-se em quatro principais segmentos de negócios: Sistemas Marítimos, Sistemas de Combate, Sistemas de Informação e Tecnologia e Aeroespacial.  Alguns dos produtos mais reconhecidos da empresa são o avião caça mais bem-vendido da história, o F-16 Fighting Falcon, o avião F-111 Aardvark e o míssil BGM-109 Tomahawk.